# ガネーシャの会
ガネーシャの会（ガネーシャのかい）および偉駄天の会（いだてんのかい）、菅義偉を支える参議院議員の会（すがよしひでをささえるさんぎいんぎいんのかい）、令和の会（れいわのかい）は、自由民主党の4つのグループである。総称は、菅グループ。
この4グループは、内閣総理大臣・内閣官房長官（歴代最長）を歴任した衆議院議員・菅義偉に近い自由民主党所属の議員によって結成されたため、本項では合わせて解説する。
きさらぎ会を菅グループと呼称する場合もある。

## 概要
「菅グループ」は構成員が異なる複数の集団があり、菅を中心に緩やかな連合体を形成し、最も表立って活動しているのが若手衆院議員十数人が所属する「ガネーシャの会」である。菅に近い議員が集まった「偉駄天の会」という集まりもあり、そのうち無派閥で衆院当選4回以下に絞ったのが「ガネーシャの会」である。
名称の「偉駄天」は古代インドの神「スカンダ（韋駄天）」の「韋」を菅の名前「義偉」の「偉」に置き換えたもので、「ガネーシャ」は「韋駄天」の兄弟神であるガネーシャに由来する。名付け親は山本朋広。
2021年9月に菅は同年秋に行われる予定の2021年自由民主党総裁選挙への出馬を断念することを明らかにした。その後、9月6日に会は会合を開き、次期総裁選は自主投票で臨む方針を確認した。なお、会は総裁選後も存続させるという。
2021年10月の第49回衆議院議員総選挙後に菅が政治活動を再開すると、ガネーシャの会を母体にした「菅派」の結成が取り沙汰されるようになり、菅自身も「同志と力を合わせたい」と発言している。その一方で、2022年4月には菅は「（派閥を）つくるべきではない。議員が自由に行動できなくなる」と派閥結成の可能性を否定している。その後も2022年中に派閥結成が取り沙汰されており、2021年11月に清和政策研究会（安倍派）の会長となった安倍晋三元首相からも派閥結成を勧められたと報じられていたが、同年7月に安倍が急死した後に改めて菅本人の口から派閥結成を否定する発言がなされた。
2024年1月25日の会合にて、政治資金パーティー収入の裏金問題を受けて、ガネーシャの会を解散した方が良いという声がメンバーから挙がった。その一方で坂井はガネーシャの会が派閥解散後の『政策集団』の先行事例となると主張した。
民主党への政権交代の前は、菅と谷垣禎一は同じ宏池会に所属していたため、有隣会との掛け持ち議員が多い。

## ガネーシャの会

### 衆議院議員
| 菅義偉 （10回、神奈川2区）              | 田中良生 （6回、埼玉15区）  | 坂井学 （6回、神奈川5区）   | 星野剛士 （5回、比例南関東・神奈川12区） |
| 大串正樹 （5回、比例近畿・兵庫6区）     | 黄川田仁志 （5回、埼玉3区） | 藤井比早之 （5回、兵庫4区） | 武村展英 （5回、滋賀3区）                |
| 三谷英弘 （4回、比例南関東・神奈川8区） | 穂坂泰 （3回、埼玉4区）     |                             |                                          |

（計10名）

## 菅義偉を支える参議院議員の会

### 参議院議員
| 松下新平 （4回、宮崎県） | 阿達雅志 （3回、比例区） | 三原じゅん子 （3回、神奈川県） | 朝日健太郎 （2回、東京都） |

（計4名）

## 令和の会
菅原一秀主宰のグループとして発足。現状、活動の様子は見られない。

### 衆議院議員
| 菅義偉 （10回、神奈川2区） | 城内実 （7回、静岡7区） | 三谷英弘 （4回、比例南関東） |

（計3名）

### 参議院議員
| 朝日健太郎 （2回、東京都） | 小鑓隆史 （2回、滋賀県） | 自見英子 （2回、比例区） |

（計3名）

## かつて所属していた人物
- 菅原一秀
2021年6月1日離党。同月3日に議員辞職。
- 小川克巳
第26回参議院議員通常選挙落選に伴い、離脱。
- 秋本真利
2023年8月5日離党。同年9月7日、受託収賄容疑で逮捕[14]。

### その他国政選挙落選・引退者
※は、国政選挙落選者、◆は、政界を引退した者、●は、故人。括弧内は、議員でなくなった時点での議会所属。
- 石川昭政※（衆、比例北関東）
- 牧原秀樹※（衆、比例北関東）
- 木村哲也※（衆、比例南関東）
- 山本朋広[15]※（衆、比例南関東）
- 島村大●（参、神奈川県）
- 鷲尾英一郎※（衆、比例北陸信越）
- 熊田裕通※（衆、愛知1区）
- 木村弥生※（衆、比例近畿）
- 田中英之※（衆、比例近畿）
- 三宅伸吾※（参、香川県）
- 園田修光※（参、比例区）
- 柘植芳文◆（参、比例区）
- 徳茂雅之◆（参、比例区）
- 和田政宗※（参、比例区）